# Ivan Teobaldelli
Ivan Teobaldelli (Sestino, 15 ottobre 1949 – Città di Castello, 11 marzo 2025) è stato uno scrittore e giornalista italiano.

## Biografia
Scrittore e giornalista pubblicista, nel 1982 Ivan Teobaldelli fondò, insieme a Felix Cossolo,  il mensile Babilonia, che diresse dal 1983 al 1995. 
Nel 1993 pubblicò per Einaudi il romanzo Esercizi di castità, mentre nel 1997 il saggio La biblioteca segreta. Cento romanzi che raccontano l'amore omosessuale (Sperling & Kupfer).
Nel 1996 diresse la galleria Il Pozzo di Città di Castello e curò per quattro anni la rassegna Cinema sotto le stelle nell’ambito del Festival delle Nazioni. Partecipò dal 1996, per 10 anni, alla rievocazione storica della Donazione della Santa Spina di Montone con la regia di spettacoli in costume. Per il teatro di Montone scrisse e diresse gli spettacoli Veglia a casa Bagarello (2006), Le mille e una notte (2007) e Dos tristes tigres (2009).
Autore di numerosi testi di critica d'arte, nel 2007 e 2008 curò la rassegna tifernate d’arte contemporanea applicata Wunderkammer, a Palazzo Vitelli Sant'Egidio, Città di Castello. 
Nell’ambito del Festival delle Nazioni di Musica da Camera di Città di Castello curò per l’edizione 2014 lo spettacolo Il volo della colomba, nel 2015 lo spettacolo Austria (in) Felix e nel 2016 Sul treno dei Fratelli Lumière, con musiche originali eseguite al piano da Daniele Furlati.
Dal 2001 collaborò regolarmente con il mensile L'Altrapagina con reportage, recensioni d'arte e note di costume.
Ivan Teobaldelli viveva a Città di Castello.

## Opere
Narrativa
- 1993 - Esercizi di castità, Einaudi, Torino.

Saggistica
- 1997 - La biblioteca segreta. Cento romanzi che raccontano l'amore omosessuale, Sperling & Kupfer, Milano.
- 1981 - Cercando il paradiso perduto, a cura di Ivan Teobaldelli e Felix Cossolo, Gammalibri, Milano.

Poesia
- 1978 - Nel ghetto. Frammenti di omosessualità, con le illustrazioni di Massimo Quinto, Ottaviano, Milano.

Teatro
- 2011 - Un bacio alla rosa selvatica, Nuova Prhomos, Città di Castello